# Cottonwood Falls
Cottonwood Falls è un comune degli Stati Uniti d'America, situato nello Stato del Kansas, nella contea di Chase, della quale è il capoluogo.